# Opaltorget

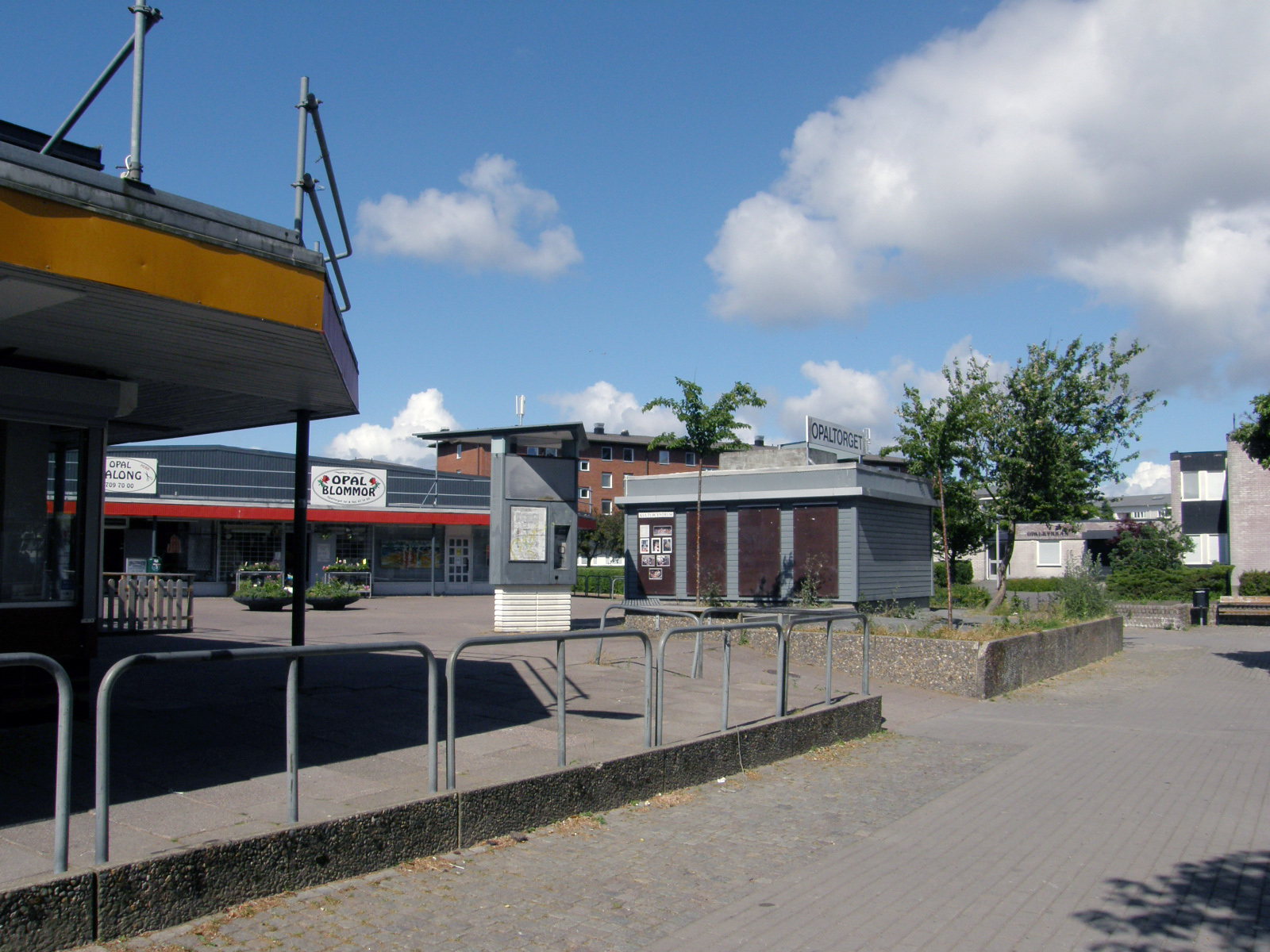
Opaltorget 2008

Opaltorget är ett torg i stadsdelen Tynnered i södra Göteborg. Opaltorget är ändhållplats för Tynneredslinjen, den sydvästra grenen av Göteborgs spårväg. Opalområdet började byggas i mitten av 1960-talet inom ramen för miljonprogrammet och har sedan slutet av 1990-talet varit föremål för upprustningsplaner, som dock dragit ut på tiden. En detaljplan innefattande nybyggnad av bostäder i nära anslutning till torget har varit under utarbetande sedan 2009. Vid sammanträdet för SDN Västra Göteborg 2011-08-30 deklarerade stadsdelsnämnden sin viljeinriktning att flytta stadsdelskontoret och övriga administrativa verksamheter till Opaltorget inom fem år (cirka 2016) för att ge kommunalt stöd åt byggnationen. 
Vid Opaltorget ligger Opalkyrkan, som tillhör en frikyrkoförsamling ansluten till Svenska Alliansmissionen. Jehovas vittnen hade också en möteslokal som numera ligger vid Mc Donalds och Mio Möbler, Rikets sal. I området kring torget ligger Vårdcentralen Opaltorget och Barnavårdscentralen Opaltorget. Den närliggande Kannebäcksskolan är en grundskola för bland andra döva, hörselskadade och elever med språkstörning. Apoteket vid Opaltorget tillhör numera Apoteksgruppen. Socialkontoret vid Opaltorget eldhärjades och totalförstördes i juni 2010. Planer finns att bygga ett omvårdnadshem. Vid Opaltorget finns även Kaprifolkött, Hemköp med postnord och instabox, Godisriket med spelbutik och paketombud, JM Beauty och Opalens krog en pizzeria.
I april 2016 togs första spadtaget och torget står inför en stor förändring med bland annat utökad service, nytt torgkvarter ska växa fram med butiker, stadsdelsservice, samlingslokal, kontor och cirka 500 bostäder nära buss- och spårvagnshållplatserna 